# Złote przeboje (album Kabe i Miszela)
Złote przeboje – album studyjny polskich raperów Kabe i Miszela. Wydawnictwo ukazało się 30 grudnia 2022 nakładem wytwórni muzycznej QueQuality w dystrybucji Step Hurt.
Album jest utrzymany w stylu muzyki hip-hop. Składa się z wersji standardowej (1 CD).
Płyta zadebiutowała na 1. miejscu polskiej listy sprzedaży – OLiS. Wydawnictwo uzyskało status platynowej płyty, przekraczając liczbę 30 tysięcy sprzedanych kopii.
Nagrania były promowane singlami: „Sheraton”, „Bon Appétit” i „Rarara”.

## Lista utworów
Opracowano na podstawie materiału źródłowego.
| Złote przeboje – Wersja standardowa | Złote przeboje – Wersja standardowa | Złote przeboje – Wersja standardowa | Złote przeboje – Wersja standardowa | Złote przeboje – Wersja standardowa |
| Nr                                  | Tytuł utworu                        | Słowa                               | Muzyka                              | Długość                             |
| ----------------------------------- | ----------------------------------- | ----------------------------------- | ----------------------------------- | ----------------------------------- |
| 1.                                  | „Sheraton”                          | Bartosz Krupka, Michał Łusiak       | Dawid Stebelski                     | 2:44                                |
| 2.                                  | „Bon Appétit”                       | Bartosz Krupka, Michał Łusiak       | Dawid Stebelski                     | 2:44                                |
| 3.                                  | „Rarara”                            | Bartosz Krupka, Michał Łusiak       | Dawid Stebelski                     | 2:31                                |
| 4.                                  | „Pronto”                            | Bartosz Krupka, Michał Łusiak       | Michał Raźniewski                   | 2:26                                |
| 5.                                  | „Do rana”                           | Bartosz Krupka, Michał Łusiak       | Dawid Stebelski                     | 3:00                                |
| 6.                                  | „Nieporozumienie”                   | Bartosz Krupka, Michał Łusiak       | Michał Raźniewski                   | 2:05                                |
| 7.                                  | „Bajlando”                          | Bartosz Krupka, Michał Łusiak       | Dawid Stebelski                     | 2:33                                |
| 8.                                  | „Droga krzyżowa”                    | Bartosz Krupka, Michał Łusiak       | Dawid Stebelski                     | 2:24                                |
|                                     |                                     |                                     |                                     | 20:27                               |

## Pozycje na listach sprzedaży

### Pozycje na listach tygodniowych
| Kraj   | Lista (2022–23)          | Najwyższa pozycja |
| ------ | ------------------------ | ----------------- |
| Polska | OLiS – albumy            | 1                 |
| Polska | OLiS – albumy fizycznie  | 1                 |
| Polska | OLiS – albumy w streamie | 3                 |

## Certyfikat
| Kraj          | Certyfikat      | Sprzedaż |
| ------------- | --------------- | -------- |
| Polska (ZPAV) | platynowa płyta | 30 000+  |